# 農村計画
農村計画（のうそんけいかく、rural planning）とは、日本において農村で多様化した人間活動の社会、地域文化を対象とするとともに、豊かな自然や景観、土地利用、道路や水路、生産施設等のフィジカルな領域、物象計画も対象とする総合計画である。
行政の所轄でいえば、農村計画を担当する官庁は農林水産部門（おもに農業や農村に関係する）や建設部門（おもに国土形成や地方・地域計画に関連）である。
関連する学術団体に、農村計画学会がある。 

## 概要
農林水産省の各種の単発や施策メニューをみても、従来から続く農村の土地利用・生産環境整備や集落居住環境整備、農村の資源保全、中山間地域対策等に加え、市民農園、グリーンツーリズム、棚田オーナー利息優良田園住宅など、都市住民の参加・参画・居住を前提としたもの、食育、環境教育、社会教育等の教育部門に関するもの、田園空間博物館（農林水産省、NPO法人等）、緑地ウォーキング等のアメニティや観光に関するものなど、その内容は多極化している。いずれもこれらを単発の事業や施策としてとらえるのではなく、ラーバンデザイン、地域の特徴と中長期的展望を踏まえた農村計画として有機的に検討する必要がある。
学術では農村計画、あるいは農村空間計画、農村整備などの用語が多用されているが、必ずしも法的な定義や明確な概念が確立されていない。さらに近年は農村常住者を対象とするだけが農村計画ではなく、その受益者として都市住民を含めることがあり、農的環境の多面性に着目した広範囲の概念として取りあげられることが多くなってきている。こうした状況を鑑みて農村計画を広義に定義するならば、農村地域の経済と社会と空間あるいは農村居住者の生産と都市居住者を受益者とする多面的な農的環境の提供、都市と農村の交流や対流等を計画の対象とする地域計画ということとしている。
また、狭義に定義するならば、農村計画は国土計画、国土形成計画の体系に属する地域計画の一つであり、都市計画に対比されるものとして位置づけられる。これについては都市と農村の定義が必要となるが、両者は相対的に比較しきれないこともあり、厳密な定義は難しい。
法的な枠組から見れば、日本ではイギリスの都市農村計画法のように農村計画が都心計画と一体的に体系化されてはいない。1968年当時の都市計画法の成立にともなって、1969年に農業振興地域の整備に関する法律（農技法）が成立し、農用地の用途制を含む農村整備の枠組が示されたが、農村計画の法的根拠は必ずしも十分であるとはいえない。
農村計画の対象地成は、国土形成における地方計画や地域計画として位置づけられる場合もあるが、一般には市町村レベルが中心となる。市町村レベルでは、中心市街地を除いた農村遡域を農村計画の対象とするが、近年は即す地域を都巾計画の一部として、都市マスタープランに含めて検討したり、市町村が激白に中心市街地から周辺の農村地域までをまちづくり条例等で規定するような事例も増えている。
また、市町村の一定の農村コミュニティや農村的地区等の小エリアを対象とする農村計画もあるが、市街化調整区域での地区計画策定や集落地域整備法に基づく集落地区計画など、都市計画とのからみで農村計画が策定される場面も増えている。

## 都市農村計画
都市と農村が共生する土地建物利用計画　空間構成のありかたで都市．農村の共生に係る課題を顕在化させ、両方の関係を調整する計画手法や技術攫義人　情報、技術交流の方針等の計画イ判」では、都市計画と農村計画は都市農村計画として一体的に計画策定され、開発・出利用の総合的なコントロールがなされている
都市固有の景観や文化形態が農村地域に広がることを、農村の都市化 (Lurbanization) と呼ばれ、人口や人口密度の増加、都市的土地利用・都市的景観の増加だけでなく、農村的ライフスタイルから都市的ライフスタイルへの変化も含む。近年、急速に都l有が拡大する「都市化社会」から、安定、成熟した「都市型社会」の時代へと大きく変化したといわれる。クラーセンが提唱している都市のライフサイクル仮説は、都市は都市化郊外化、逆都市化再都市化という成長、衰退を繰り広げるとしている。